# Трансфекција
Трансфекција (лат. од transire - trans = прећи преко, с друге стране + infȉcere = отровати) је  процес наменског увођења нуклеинских киселина у ћелију. Термин се често користи за невирусне методе у еукариотским ћелијама. Може се односити  и на друге методе и врсте ћелија.
Трансформација се чешће користи за описивање невирусног трансфера  ДНK у бактерије и неживотињске еукариотске ћелије, укључујући биљне  ћелије. У  поступцима са животињским ћелијама, за трансфекцију је пожељнији термин  је трансформација, који  се такође односи на напредовање стадијиума канцерогенезе у овим ћелијама. Трансдукција се често користи за описивање вирусног  посредовања у ДНK  транфекцији. 
Генетички материјал (као ДНK плазмид или иРНK конструкти) или чак  протеини као  антитијела такође се могу уносити  трансфекцијом.
Трансфекција животињских ћелија обично подразумиева отварање пролазне поре или "рупе" у ћелијској мембрани да дозволи узимање материјала. Трансфекција се може извршити и помоћу калцијум фосфата, применом  електропорације, мобилним истискивањем или мешањем акатионских липида  са материјалом за производњу липосома, који  је осигурач за ћелијске мембране и пасивнног  транспорта  унутра.
Трансфекција може резултирати неочекиваним морфолошким променама и абнормалностима и циљаним ћелијама.

## Терминологија
Значење израза је еволуирао. Оригинална значење трансфекције било је "инфекцијска трансформација", односно, увођење ДНK  (или РНK) из прокариота – заразом  ћелије вирусом или бактериофагом, што је изазвало инфекцију. Појам трансформација је имао још смисла у биологији животињских  ћелија  (генетичке промене омогућавају дугорочну пропагацију у култури, односно сттицање својстава типичних  за ћелије рака).  Термину трансфекција, за животињске ћелије, одговара садашње значење промене ћелијских  својства узрокованих  увођењем ДНK.

## Типови трансфекције
Постоји више типова трансфекције, који се обично деле у две велике скупине:
- хемијска и
- нехемијска трансфекција.